# 标致4008
标致4008是一款SUV。由标致公司于2011年9月发布。该车基于三菱ASX和雪铁龙C4 Aircross相同的底盘研发。